# Palaeortyx
Palaeortyx — викопних рід куроподібних птахів родини Фазанові (Phasianidae), що існував з олігоцену по пліоцен в Європі. Відомо декілька скам'янілих решток, що виявлені в Німеччині, Франції, Італії, Угорщині та Румунії.